# Enrico d'Orléans (duca 1908)
Enrico d'Orléans (Henri Robert Ferdinand Marie d'Orléans; Le Nouvion-en-Thiérache, 5 luglio 1908 – Chérisy, 19 giugno 1999), noto come Enrico VI di Francia, conte di Parigi, è stato il pretendente unionista al trono di Francia e di Navarra dal 1940 al 1999.

## Biografia

### Giovinezza

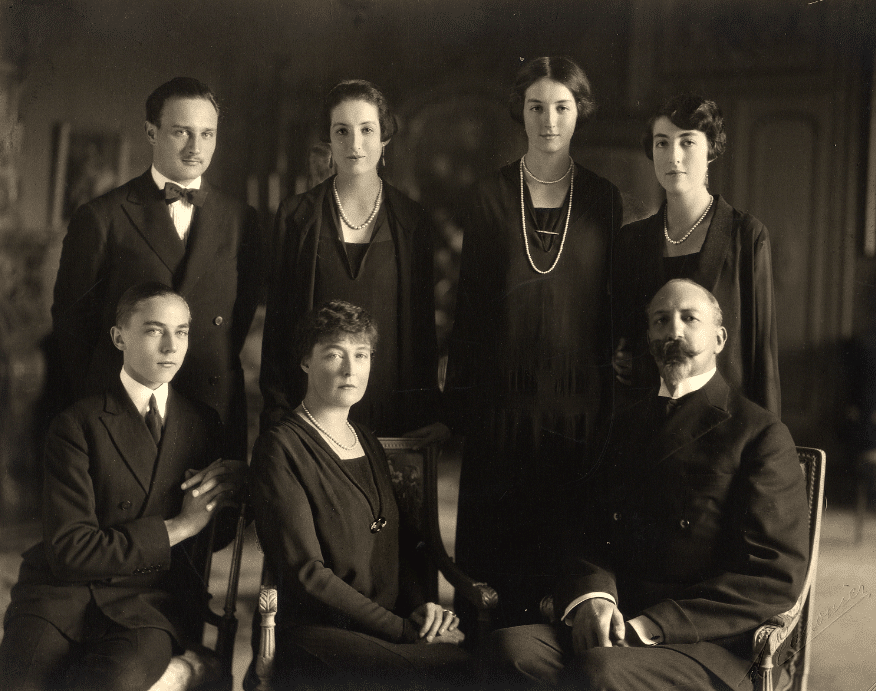
Enrico fotografato con i genitori, i fratelli e le sorelle

Enrico d'Orléans, unico figlio maschio di Giovanni, duca di Guisa (1874-1940) e di Isabella d'Orléans (1878-1961), è battezzato il 25 novembre 1908 con i seguenti nomi: Henri Robert Ferdinand Marie d'Orléans.
Dal 1926 è costretto all'esilio in virtù della legge del 1886, che impedisce di risiedere in Francia ai pretendenti al trono. Prima di questa data era stato accordato al padre e alla sua famiglia di vivere in Francia, in quanto membri di una linea cadetta.
Si trasferisce dunque in Belgio, poi in Marocco, quindi in Spagna e infine in Portogallo. Nel 1929 il padre gli conferisce il titolo di "Conte di Parigi".

### Matrimonio

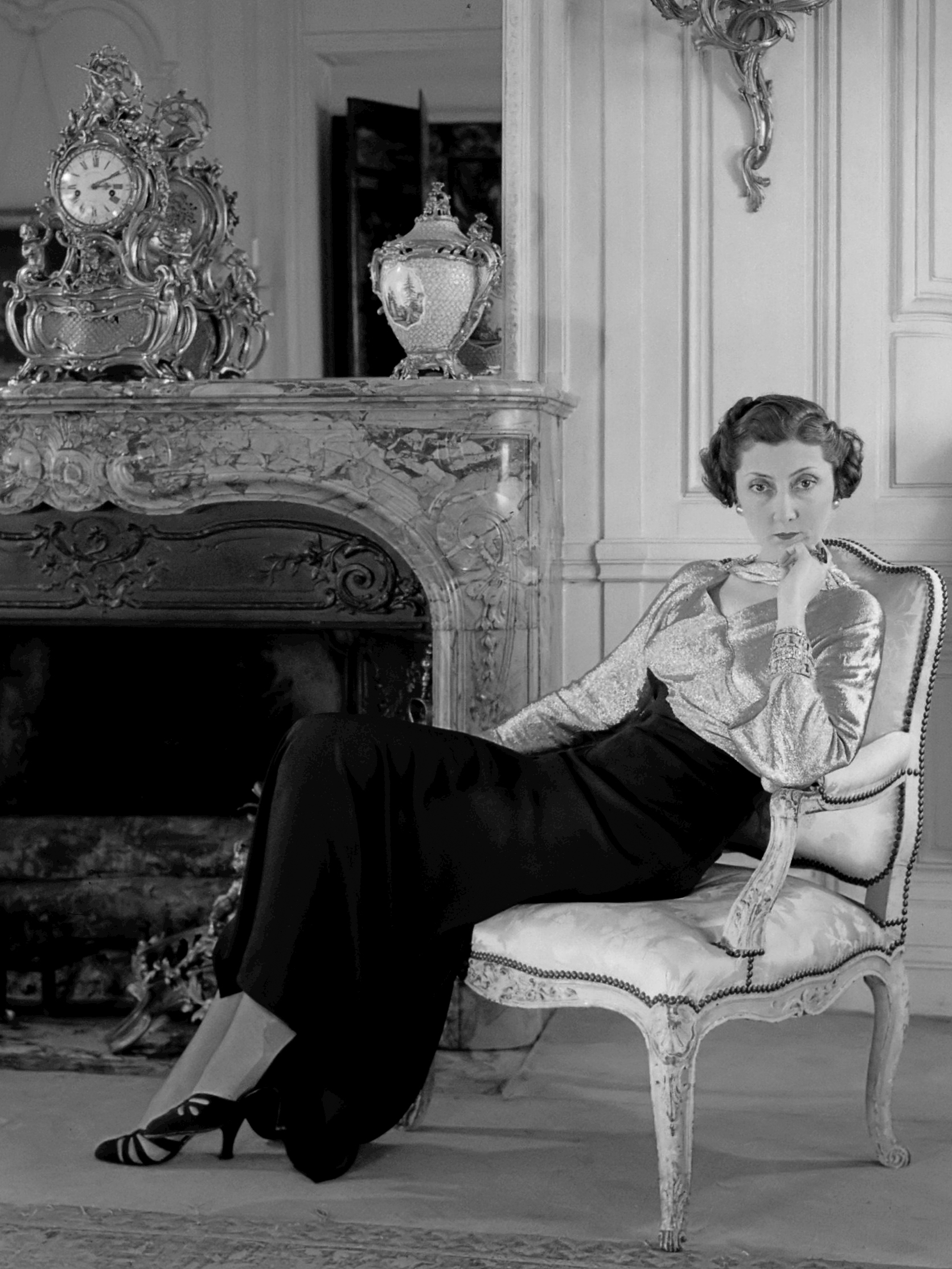
Isabella d'Orléans-Braganza, contessa di Parigi nel 1936

Nel 1931, Enrico sposa Isabella d'Orléans-Braganza (1911-2003) a Palermo, dove vive per qualche tempo nel Palazzo d'Orléans. L'unione sarà allietata da dodici figli.

### Seconda guerra mondiale
Enrico, dopo un primo interessamento verso il governo del maresciallo Philippe Pétain, rifiuta il Ministero per gli approvvigionamenti propostogli da Pierre Laval ed entra nella Legione straniera, dove combatterà per la «Francia libera», con il nome di Henri d'Orliac, dal momento che ancora è in vigore la legge d'esilio.
Nel novembre-dicembre 1942, prende parte a una cospirazione organizzata da Henri d'Astier de la Vigerie, scopo della quale è la rimozione dell'ammiraglio Darlan, che, a loro parere, impedisce l'unificazione delle armate francesi di liberazione.
Questo complotto non ambiva alla restaurazione monarchica, ma alla formazione, sotto la guida del "Conte di Parigi", di un governo di unità, nel quale Charles de Gaulle avrebbe diretto gli Affari Politici e Giraud gli Affari Militari, fino alla liberazione della Francia metropolitana. A liberazione avvenuta, si sarebbe rimesso al popolo il compito di decidere la forma istituzionale.
Il 24 dicembre 1942, Fernand Bonnier de La Chapelle, patriota della resistenza francese, uccide l'ammiraglio Darlan.
Le cose, però, non vanno a favore del "Conte di Parigi": La Chapelle viene fatto giustiziare da Henri Giraud, che prende il posto di Darlan come ammiraglio, ed Enrico d'Orléans è costretto nuovamente all'esilio, in forza della legge del 1886.

### Orleanismo e legittimismo

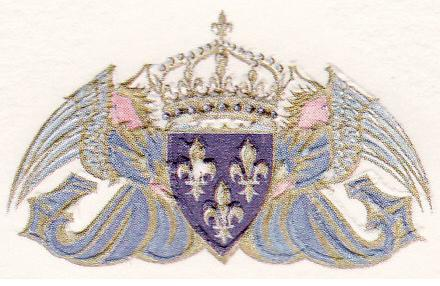
Stemma della Casa di Francia

Enrico d'Orléans fu riconosciuto dalla maggior parte dei monarchici francesi come "Enrico VI", successore legittimo dei Re di Francia e di Navarra.

#### Situazione dei monarchici prima di Enrico d'Orléans
Alla morte (1883) di Enrico di Borbone-Francia, detto conte di Chambord e ultimo Borbone del ramo diretto, il movimento legittimista si divise: la maggioranza riconobbe i diritti del conte di Parigi, Luigi Filippo Alberto d'Orléans (1838-1894), nipote di Luigi Filippo, che del resto era stato indicato espressamente come più prossimo successore da Enrico V; ma una minoranza non trascurabile rifiutò di sostenere gli Orléans.
Il motivo principale di questo rifiuto fu l'ostilità nei confronti della Casa d'Orléans, che aveva votato per il Regicidio (1793) e aveva scavalcato i diritti del ramo primogenito durante il periodo della Monarchia borghese (1830-1848).
Altri inoltre avanzavano delle riserve dinastiche: alcuni di questi arrivarono a riconoscere come re titolari i pretendenti Carlisti al trono di Spagna. Comunque Giovanni Carlo di Borbone-Spagna, conte di Montizón, Giovanni III per i suoi sostenitori, che nel 1883 era il rappresentante primogenito della Casa Capetingia, non sembrava troppo interessato né alle pretese carliste né a quelle "legittimiste" francesi.
I partigiani di Giovanni di Borbone divennero presto noti come "Bianchi di Spagna", mentre i legittimisti pro-Orléans furono chiamati "Bianchi d'Eu" (dal nome del castello d'Eu, allora residenza del "Conte di Parigi"). Comunque, non tutti gli anti-orleanisti si identificarono nei "Bianchi di Spagna": molti aderirono al survivantisme (credenza o speranza in una linea nascosta discendente da Luigi XVII di Francia: una sorta di Sebastianismo alla francese).
D'altra parte i "Bianchi di Spagna" non ebbero un grande seguito e subirono la crisi determinata dall'estinzione (1936) della linea carlista dei Borbone. Infatti, il ricongiungimento ad Alfonso XIII, Re di Spagna in esilio, che incarnava una sorta di Orleanismo spagnolo, si rivelava alquanto problematico o addirittura impossibile per i più radicali: la questione non era dinastica, ma ideologica. Costoro riversarono il loro appoggio su Saverio di Borbone-Parma, nipote, per via femminile, dell'ultimo carlista e bisnipote di Enrico V.
Nel frattempo i "Bianchi d'Eu" erano divenuti i principali portavoce del movimento monarchico francese: essi sostenevano i diritti dinastici degli Orléans, ma non per questo avevano sposato l'"Orleanismo" ideologico, basato sul liberalismo politico. Essi rimasero fedeli al "Legittimismo" ideologico, che univa tradizionalismo e cristianesimo sociale. Tra costoro si annovera René de La Tour du Pin.
Del resto gli "orleanisti ideologici" erano passati al repubblicanesimo moderato di Thiers. Inoltre Luigi Filippo Alberto d'Orléans, pur senza rinnegare il nonno, intendeva porsi sulla scia tracciata da Enrico V, al contrario degli zii, il Duca d'Aumale e il Principe di Joinville, ultimi rappresentanti dell'Orleanismo politico.
L'apporto di Charles Maurras e dell'Action française fu decisivo: prima del 1914, il Lealismo francese sembrava essere una sola cosa con l'Action française, fedele a Luigi Filippo Roberto d'Orléans, duca d'Orléans, il quale non si curava di politica, facendo pressoché pieno affidamento sul geniale Maurras.

#### Ingresso in politica di Enrico d'Orléans
L'Action Française continuò a lungo ad agire incontrastata nel mondo monarchico francese, fino a quando il nuovo "Conte di Parigi", Enrico d'Orléans, cominciò, ancora in vita il padre Giovanni III, ad assumere poco a poco un ruolo politico, scuotendo il monopolio maurrasiano. Di qui la rottura politica tra il "Conte di Parigi", il padre e l'Action française, nel 1937, rottura fortemente sentita dai "Bianchi d'Eu", e che faceva seguito alla condanna vaticana dell'Action française del 1926.
Comunque, la rottura politica tra gli Orléans e l'Action française non si tradusse in una rottura d'ordine dinastico: Charles Maurras continuò, fino alla sua morte, a sostenere i diritti degli Orléans.
Ma la spaccatura del 1937 e gli orientamenti politici "avventurosi" del "conte di Parigi" (divenuto "Enrico VI" nel 1940) produssero disorientamento fra i Bianchi d'Eu, tra i quali cominciò a farsi strada anche l'eventualità di un riorientamento dinastico: quasi invisibili nel periodo d'oro dell'Action française, i "Bianchi di Spagna" tornarono a farsi sentire sulla scena monarchica francese, crescendo nei consensi a partire dagli anni cinquanta.
Questi ultimi abbandonarono il Carlismo politico dei Borbone-Parma e cominciarono a sostenere i diritti di una linea morganatica spagnola, ma che poteva vantare la primogenitura capetingia: i sostenitori di questo ramo si fanno chiamare "Legittimisti", nonostante la scarsa corrispondenza con la tradizione della Monarchia francese dal 1713 al 1830 (esclusione delle linee morganatiche, distinzione e separazione della Casa di Spagna dalla Casa di Francia in base al trattato di Utrecht e alla prassi consolidata nel riconoscimento del titolo Premier Prince du Sang al Duca d'Orléans sin dal 1713).
Nonostante le scelte politiche poco accorte del conte di Parigi, la maggioranza dei monarchici francesi continuò a sostenere i suoi diritti così come continuò ad essere riconosciuto come capo della Casa di Francia da parte delle corti d'Europa.

### Dopo la guerra

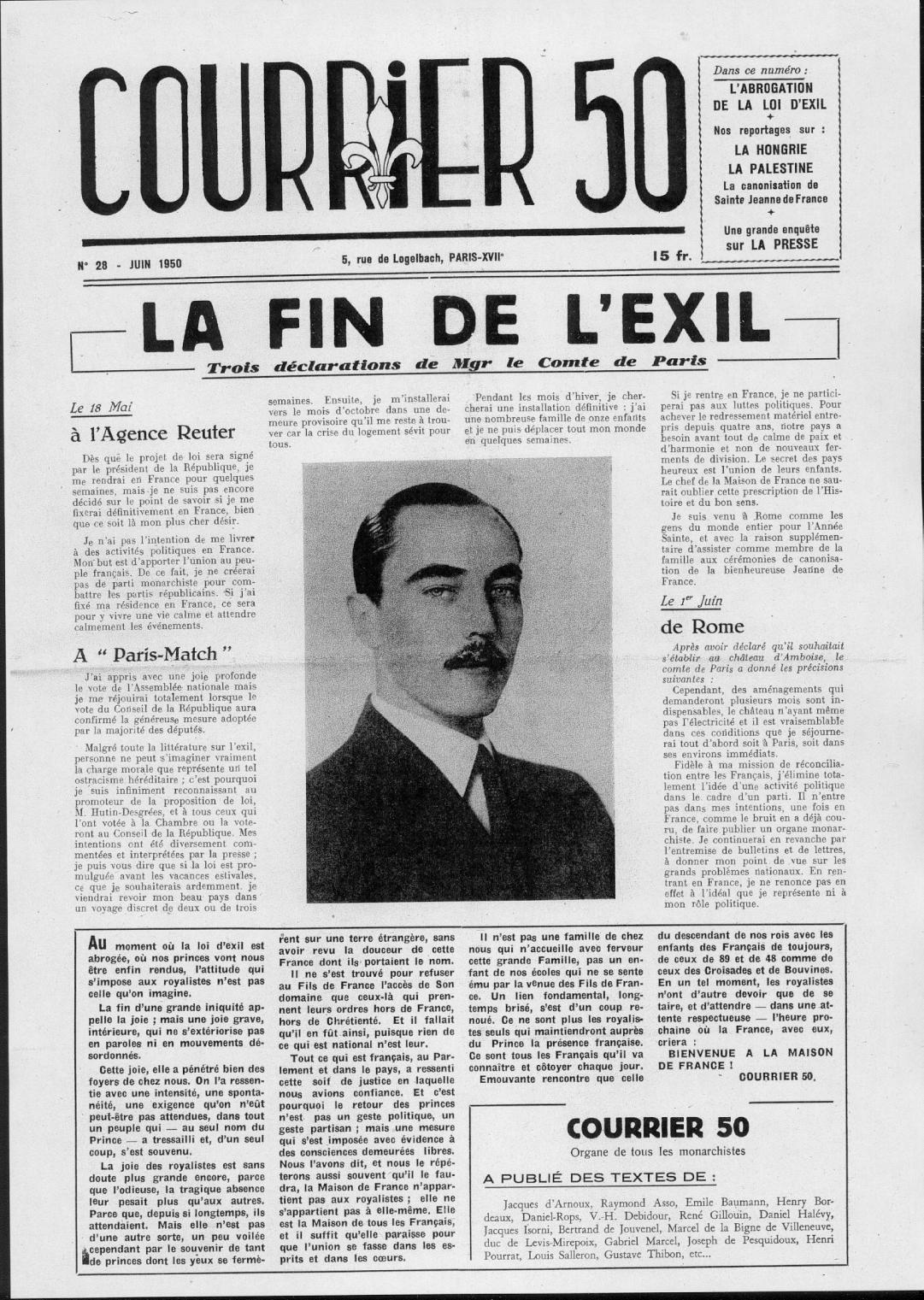
Il rentro di Enrico dall'esilio su un giornale francese

Il "Conte di Parigi" rientra in Francia solo nel 1950, dopo l'abrogazione della legge d'esilio.
In politica, sostiene la linea di Charles de Gaulle, il quale sembra gli faccia intendere, nel 1962, un proprio sostegno alla monarchia.
Nel 1975, istituisce la Fondation Saint-Louis con l'obiettivo di preservare i beni della Famiglia d'Orléans; al contempo amministra la Fondation Condé.
Nel 1983, la famiglia è scossa dalla morte, in repubblica Centrafricana, dell'undicesimo figlio del conte di Parigi, Thibaut, conte della Marche, già accusato di ricettazione. Già un altro figlio di Enrico era premorto al padre, François, caduto in Algeria, nel 1960.
Al tempo della Prima Coabitazione (1986-88), il "conte di Parigi" si pronunzia più volte in favore del vecchio conoscente François Mitterrand, il quale aveva dimostrato un certo interessamento nei confronti delle cerimonie del Millenario Capetingio (1987), al contrario del presidente Valéry Giscard d'Estaing.

### Morte
Enrico d'Orléans muore nel 1999 e viene sepolto nella Cappella Reale di Dreux

## Discendenza

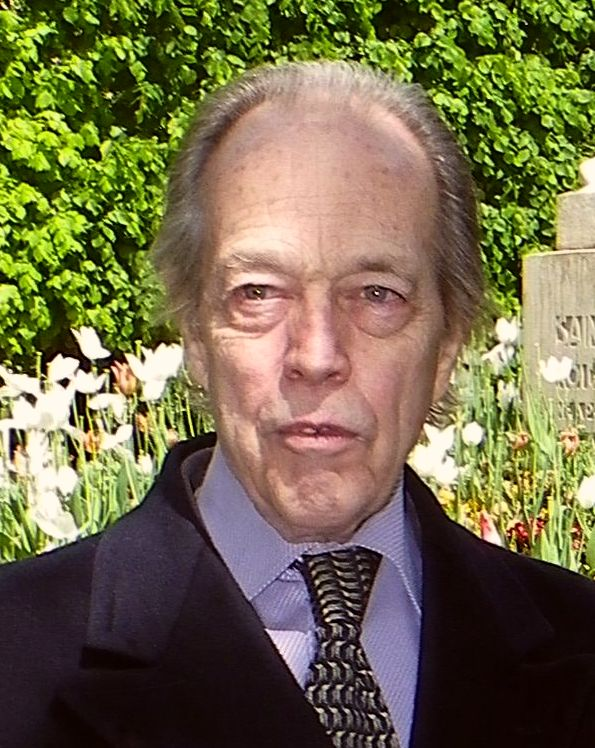
Enrico (VII), conte di Parigi, primogenito ed erede

Enrico e Isabella d'Orléans-Braganza ebbero dodici figli:
1. Maria Giacomina Coletta d'Orléans (8 settembre 1929 Bordeaux, trasferita nelle isole della Reunione in quanto nata prima delle nozze),  con discendenza[2]
2. Isabelle Marie Laure Victoire d'Orléans (8 aprile 1932), sposa nel 1964 Federico Carlo, conte di Schönborn-Buchheim (1938), con discendenza
3. Enrico (VII) d'Orléans (14 giugno 1933-21 gennaio 2019), primogenito, conte di Clermont poi conte di Parigi e duca di Francia; sposa (div. 1984) Maria Teresa di Württemberg (12 novembre 1934), duchessa di Montpensier, con discendenza
4. Hélène Astrid Léopoldine Marie d'Orléans (17 settembre 1934), sposa il conte Évrard di Limburg-Stirum (1927-2001), con discendenza
5. François Gaston Michel Marie d'Orléans (15 agosto 1935-11 ottobre 1960), duca d'Orléans, « mort au champ d'honneur » (guerra d'Algeria), senza discendenza
6. Anne Marguerite Brigitte Marie d'Orléans (4 dicembre 1938), sposa Carlo Maria di Borbone-Due Sicilie (1938-2015), duca di Calabria e infante di Spagna, con discendenza
7. Diane Françoise Maria da Gloria d'Orléans (24 marzo 1940), sposa (1960) Carlo di Württemberg (1936-2022), duca di Württemberg, con discendenza
8. Michel Joseph Benoît Marie d'Orléans (25 giugno 1941), conte d'Évreux, sposa nel 1967 (morganaticamente) Beatrice de Pasquier de Franclieu (divorziati, 2012), con discendenza, gemello di Jacques Jean
9. Jacques Jean Yaroslaw Marie d'Orléans (24 giugno 1941), duca d'Orléans, sposa nel 1969 Gersende di Sabran-Pontevès, con discendenza, gemello di Michel Joseph
10. Claudia d'Orléans (11 dicembre 1943), sposa nel 1964 Amedeo di Savoia (27 settembre 1943 - 1 giugno 2021), duca d'Aosta (matrimonio dichiarato nullo nel 1987), con discendenza
11. Jeanne Chantal Alice Clothilde Marie d'Orléans (9 gennaio 1946), sposa il barone Francois-Xavier de Sambucy de Sorgue - con discendenza;
12. Thibaut Louis Denis Humbert d'Orléans (20 gennaio 1948-23 marzo 1983), conte di La Marche, sposa (morganaticamente) nel 1972 Marion Gordon-Orr, con discendenza

## Atti dinastici
Il 31 ottobre 1984 ritira il titolo di cortesia di "Conte di Clermont" al figlio primogenito Enrico in ragione del suo scandaloso (per un'aspirante Maestà cristianissima) divorzio e successivo matrimonio civile con donna divorziata. Gli concede il titolo minore di "Conte di Mortain", intendendolo escludere dalla successione. Con lettera del 31 ottobre 1990, resa pubblica il 7 marzo 1991, riconcede al figlio il titolo di "Conte di Clermont".
Sempre nel 1984, Enrico VI esclude dalla successione anche il nipote Francesco, primogenito di Enrico (VII), disabile intellettivo a causa della sua grave malattia neurologica e sistemica, causata dalla toxoplasmosi contratta dalla madre in gravidanza, 
per cui il diritto di successione a capo della casa d'Orléans passò direttamente al fratello Giovanni (IV). Se però il primo atto si colloca nel rispetto della tradizione e forse delle Leggi fondamentali del Regno, il secondo appare fortemente in contrasto con le consuetudini dinastiche, non potendo in alcun modo il re scegliere il proprio successore: più in linea con la tradizione sarebbe stata la costituzione di un consiglio di reggenza, presieduto dal primo in linea di successione dopo Francesco, cioè Giovanni, che sarebbe entrato in funzioni al momento della successione del principe in questione. La questione dinastica fu risolta comunque con la prematura morte di Francesco, deceduto nel 2017 a 56 anni.

## Ascendenza
|                                     |                                    |                                                 | Genitori                                   |  |  | Nonni |  |  | Bisnonni                           |  |  | Trisnonni                                |  |
|                                     |                                    |                                                 |                                            |  |  |       |  |  | Ferdinando Filippo, Duca d'Orléans |  |  | Luigi Filippo d'Orléans, Re dei Francesi |  |
|                                     |                                    |                                                 |                                            |  |  |       |  |  | Ferdinando Filippo, Duca d'Orléans |  |  | Luigi Filippo d'Orléans, Re dei Francesi |  |
|                                     |                                    | Maria Amalia di Borbone-Due Sicilie             |                                            |  |  |       |  |  | Ferdinando Filippo, Duca d'Orléans |  |  |                                          |  |
| Roberto d'Orléans, Duca di Chartres |                                    |                                                 |                                            |  |  |       |  |  | Ferdinando Filippo, Duca d'Orléans |  |  |                                          |  |
|                                     |                                    | Elena di Meclemburgo-Schwerin                   | Federico Ludovico di Meclemburgo-Schwerin  |  |  |       |  |  |                                    |  |  |                                          |  |
|                                     |                                    | Elena di Meclemburgo-Schwerin                   | Federico Ludovico di Meclemburgo-Schwerin  |  |  |       |  |  |                                    |  |  |                                          |  |
|                                     |                                    | Elena di Meclemburgo-Schwerin                   | Carolina Luisa di Sassonia-Weimar-Eisenach |  |  |       |  |  |                                    |  |  |                                          |  |
| Giovanni di Guisa                   |                                    | Elena di Meclemburgo-Schwerin                   |                                            |  |  |       |  |  |                                    |  |  |                                          |  |
|                                     |                                    | Francesco d'Orléans                             | Luigi Filippo d'Orléans, Re dei Francesi   |  |  |       |  |  |                                    |  |  |                                          |  |
|                                     |                                    | Francesco d'Orléans                             | Luigi Filippo d'Orléans, Re dei Francesi   |  |  |       |  |  |                                    |  |  |                                          |  |
|                                     |                                    | Francesco d'Orléans                             | Maria Amalia di Borbone-Due Sicilie        |  |  |       |  |  |                                    |  |  |                                          |  |
| Francesca Maria d'Orléans           |                                    | Francesco d'Orléans                             |                                            |  |  |       |  |  |                                    |  |  |                                          |  |
|                                     |                                    | Francesca, Infanta del Brasile e del Portogallo | Pietro IV del Portogallo                   |  |  |       |  |  |                                    |  |  |                                          |  |
|                                     |                                    | Francesca, Infanta del Brasile e del Portogallo | Pietro IV del Portogallo                   |  |  |       |  |  |                                    |  |  |                                          |  |
|                                     |                                    | Francesca, Infanta del Brasile e del Portogallo | Maria Leopoldina d'Asburgo-Lorena          |  |  |       |  |  |                                    |  |  |                                          |  |
| Enrico d'Orléans                    |                                    | Francesca, Infanta del Brasile e del Portogallo |                                            |  |  |       |  |  |                                    |  |  |                                          |  |
|                                     | Ferdinando Filippo, Duca d'Orléans | Luigi Filippo d'Orléans, Re dei Francesi        |                                            |  |  |       |  |  |                                    |  |  |                                          |  |
|                                     | Ferdinando Filippo, Duca d'Orléans | Luigi Filippo d'Orléans, Re dei Francesi        |                                            |  |  |       |  |  |                                    |  |  |                                          |  |
|                                     | Ferdinando Filippo, Duca d'Orléans | Maria Amalia di Borbone-Due Sicilie             |                                            |  |  |       |  |  |                                    |  |  |                                          |  |
| Luigi Filippo Alberto d'Orléans     | Ferdinando Filippo, Duca d'Orléans |                                                 |                                            |  |  |       |  |  |                                    |  |  |                                          |  |
|                                     |                                    | Elena di Meclemburgo-Schwerin                   | Federico Ludovico di Meclemburgo-Schwerin  |  |  |       |  |  |                                    |  |  |                                          |  |
|                                     |                                    | Elena di Meclemburgo-Schwerin                   | Federico Ludovico di Meclemburgo-Schwerin  |  |  |       |  |  |                                    |  |  |                                          |  |
|                                     |                                    | Elena di Meclemburgo-Schwerin                   | Carolina Luisa di Sassonia-Weimar-Eisenach |  |  |       |  |  |                                    |  |  |                                          |  |
| Isabella d'Orléans                  |                                    | Elena di Meclemburgo-Schwerin                   |                                            |  |  |       |  |  |                                    |  |  |                                          |  |
|                                     |                                    | Antonio Duca di Montpensier                     | Luigi Filippo d'Orléans, re dei Francesi   |  |  |       |  |  |                                    |  |  |                                          |  |
|                                     |                                    | Antonio Duca di Montpensier                     | Luigi Filippo d'Orléans, re dei Francesi   |  |  |       |  |  |                                    |  |  |                                          |  |
|                                     |                                    | Antonio Duca di Montpensier                     | Maria Amalia di Borbone-Due Sicilie        |  |  |       |  |  |                                    |  |  |                                          |  |
| Maria Isabella d'Orléans            |                                    | Antonio Duca di Montpensier                     |                                            |  |  |       |  |  |                                    |  |  |                                          |  |
|                                     |                                    | Luisa Ferdinanda di Borbone-Spagna              | Ferdinando VII di Spagna                   |  |  |       |  |  |                                    |  |  |                                          |  |
|                                     |                                    | Luisa Ferdinanda di Borbone-Spagna              | Ferdinando VII di Spagna                   |  |  |       |  |  |                                    |  |  |                                          |  |
|                                     |                                    | Luisa Ferdinanda di Borbone-Spagna              | Maria Cristina di Borbone-Due Sicilie      |  |  |       |  |  |                                    |  |  |                                          |  |
|                                     |                                    | Luisa Ferdinanda di Borbone-Spagna              |                                            |  |  |       |  |  |                                    |  |  |                                          |  |